# Rape, Abuse & Incest National Network
Le Rape, Abuse & Incest National Network (RAINN) est une organisation américaine à but non lucratif de lutte contre les agressions sexuelles, la plus importante des États-Unis. RAINN exploite la ligne d'assistance téléphonique nationale contre les agressions sexuelles, ainsi que la ligne d'assistance sécurisée du département de la Défense des États-Unis (DoD), et met en œuvre des programmes pour prévenir les agressions sexuelles, aider les survivants et veiller à ce que les auteurs soient traduits en justice par le biais des services aux victimes, de l'éducation publique et des politiques publiques, et des services de consultation.
RAINN a été fondée en 1994 par Scott Berkowitz. Tori Amos a été le premier porte-parole de l'organisation,. Christina Ricci est la porte-parole nationale actuelle et membre de son Conseil national de direction.

## Ligne d'assistance nationale pour les agressions sexuelles
La ligne d'assistance nationale contre les agressions sexuelles est un service téléphonique gratuit 24 heures sur 24 qui achemine les appelants vers le fournisseur local de services d'agression sexuelle le plus proche. Plus de 1 000 partenariats locaux sont associés à RAINN pour fournir aux victimes d'agressions sexuelles des services gratuits et confidentiels. À l'été 2006, RAINN a reçu son millionième visiteur et il a aidé plus de 2,5 millions de visiteurs depuis 1994. Depuis 2008, RAINN fournit une assistance d'urgence en ligne anonyme via sa ligne d'assistance en ligne nationale sur les agressions sexuelles via la messagerie instantanée.
Le lutteur et écrivain professionnel Mick Foley est membre du conseil national de direction de RAINN et a travaillé comme bénévole sur sa hotline en ligne. Il s'est impliqué dans l'association grâce à son amitié avec Tori Amos, son musicien préféré. Au cours d'une période de 15 mois se terminant en avril 2011, Foley a passé plus de 550 heures à parler aux victimes en ligne. Le même mois, il a proposé de tondre la pelouse de toute personne ayant fait un don jusqu'à un certain montant à l'organisation, en disant : « Si vous voulez aider les survivants d'agression sexuelle, ou si vous voulez simplement voir un grand type aux cheveux longs tondre votre pelouse devant de vos amis, veuillez participer... ».

## RAINN Day
Chaque année, RAINN parraine RAINN Day, une campagne visant à sensibiliser et à éduquer les étudiants sur la violence sexuelle, l'intervention des témoins et les aides psychologiques sur les campus universitaires. Auparavant, il se tenait en septembre mais à partir de 2018, il se tient en avril pour coïncider avec le Mois de la sensibilisation et de la prévention des agressions sexuelles (SAAPM).

## Prises de positions publiques
RAINN a publié des communiqués de presse sur les cas de plusieurs survivants, faisant l'objet d'un examen minutieux par les médias, dont le Dr Blasey Ford .
RAINN a pris position sur les accusations visant Joe Biden sous la présidence de Barack Obama : « Nous apprécions que le vice-président Biden ait enfin répondu aux allégations de Tara Reade. Ces allégations méritent une enquête rigoureuse, et nous exhortons le vice-président Biden à publier tous les documents qui pourraient être pertinents, y compris ceux conservés à l'Université du Delaware, en plus de tous les documents du Sénat conservés aux Archives nationales. Nous l'exhortons, lui, [les membres de] sa campagne et son ancien personnel à coopérer pleinement et à assurer une transparence totale.— Heather Drevna, vice-présidente des communications, RAINN. ».

## Controverse
En 2014, RAINN a suscité la controverse pour sa critique de l'expression culture du viol dans ses recommandations à un groupe de travail de la Maison Blanche pour lutter contre les agressions sexuelles sur les campus universitaires,,.